# Yann Eliès
Pour les articles homonymes, voir Eliès.
Yann Eliès, né le 31 janvier 1974 à Saint-Brieuc (Côtes-d'Armor), est un navigateur français. En 2018, il participe à la Route du Rhum sur l'IMOCA Ucar-StMichel. Il est triple vainqueur de la Transat Jacques Vabre, en 2013 avec Erwan Le Roux, en 2017 avec Jean-Pierre Dick puis en 2019 avec Charlie Dalin. Triple vainqueur de la Solitaire du Figaro (2012, 2013 et 2015) il remporte le championnat de France de course au large en solitaire en 2004 et 2006. Il remporte à deux reprises le Trophée Jules Verne en tant qu'équipier de Bruno Peyron (2002 et 2005) et participe à deux éditions du Vendée Globe, en 2008-2009 (abandon en raison d'une fracture du fémur) et 2016-2017 (5e).
Il est le fils de Patrick Eliès qui a remporté la Solitaire du Figaro en 1979.

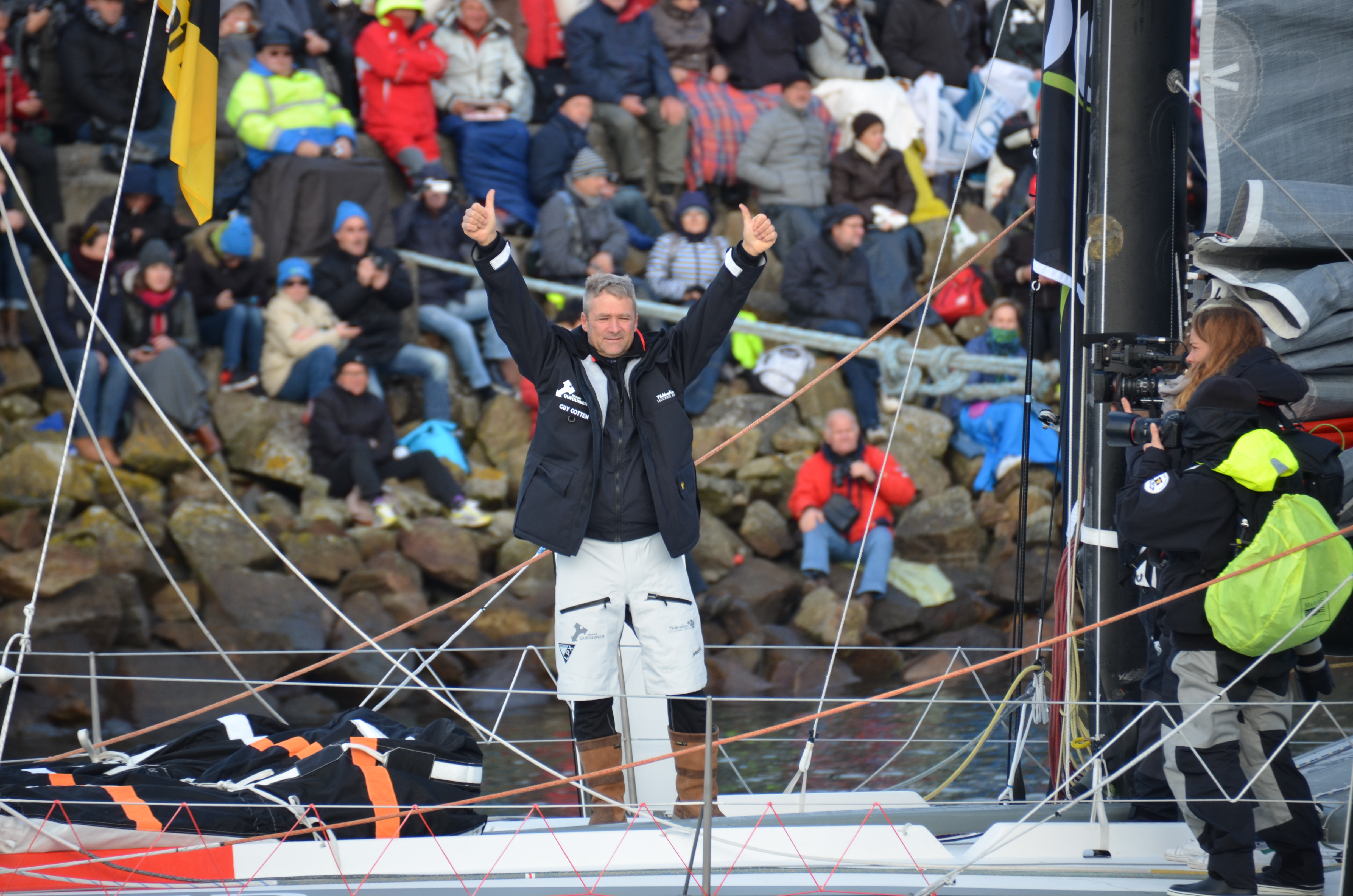
Yann Elies au départ du Vendée Globe 2016-2017.

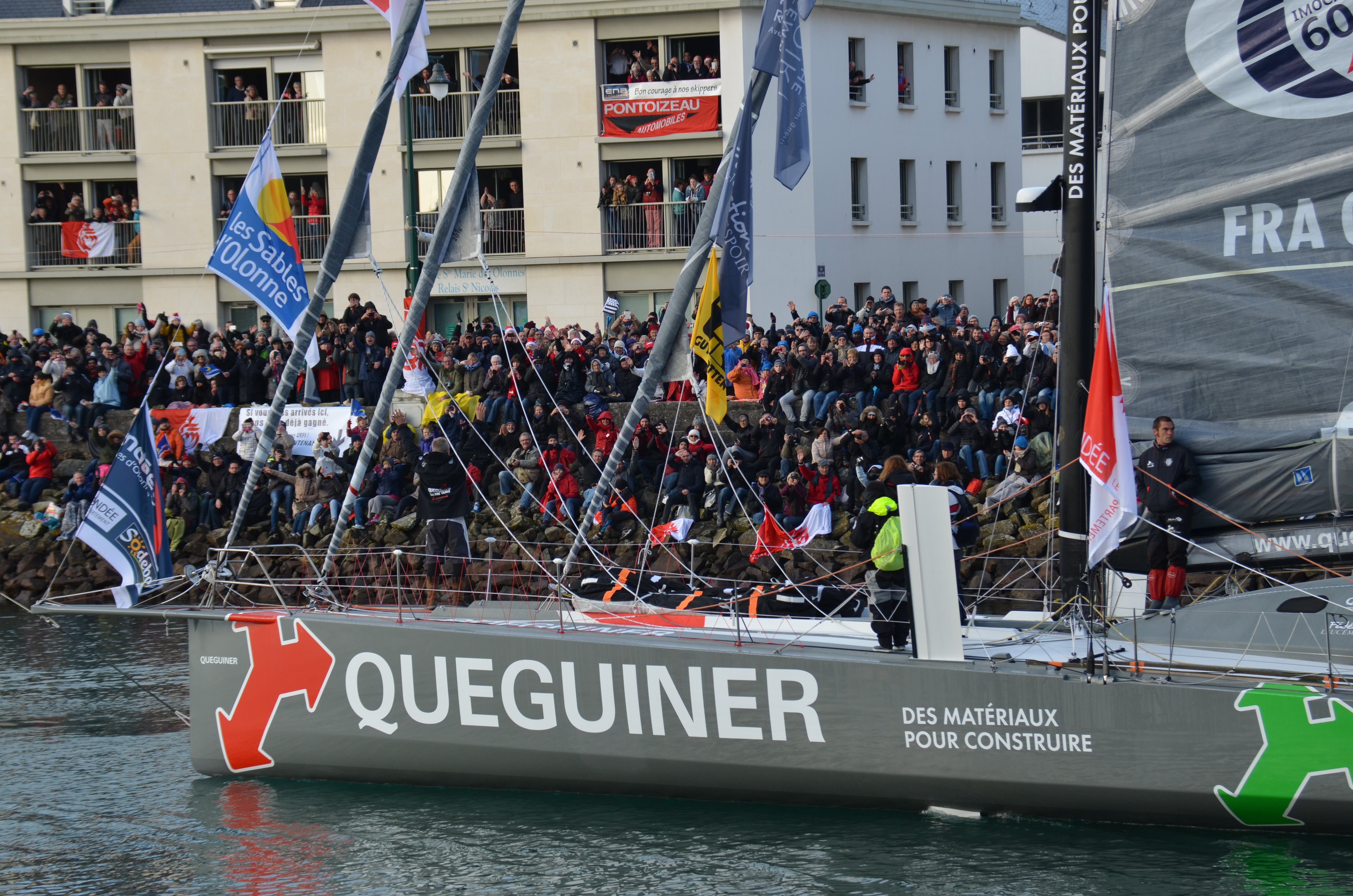
Yann Elies au départ du Vendée Globe 2016-2017.

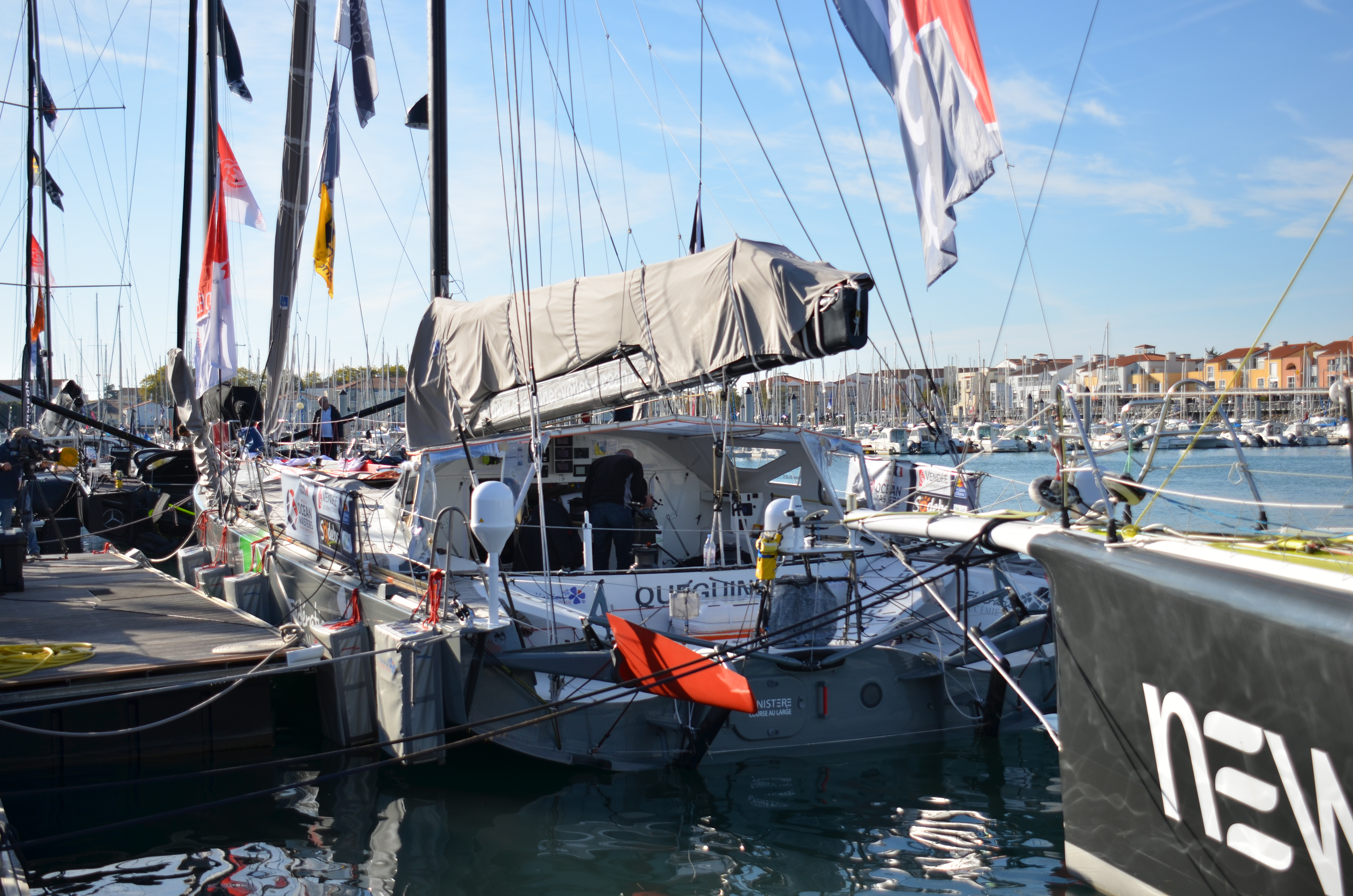
Le Quéguiner - Leucémie espoir.

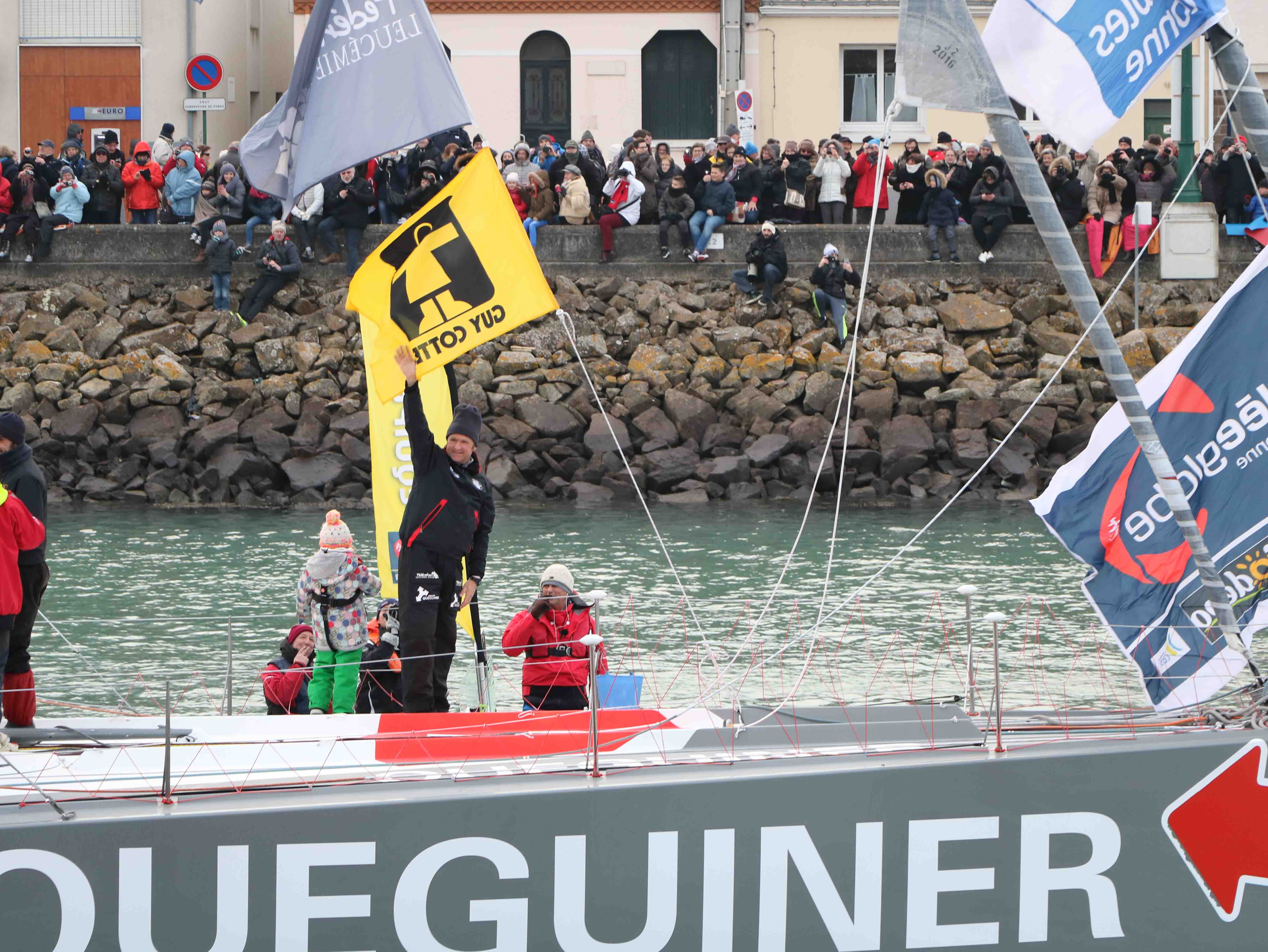
Arrivée de Yann Eliès aux Sables d'Olonne Lors du Vendée Globe 2016-2017.

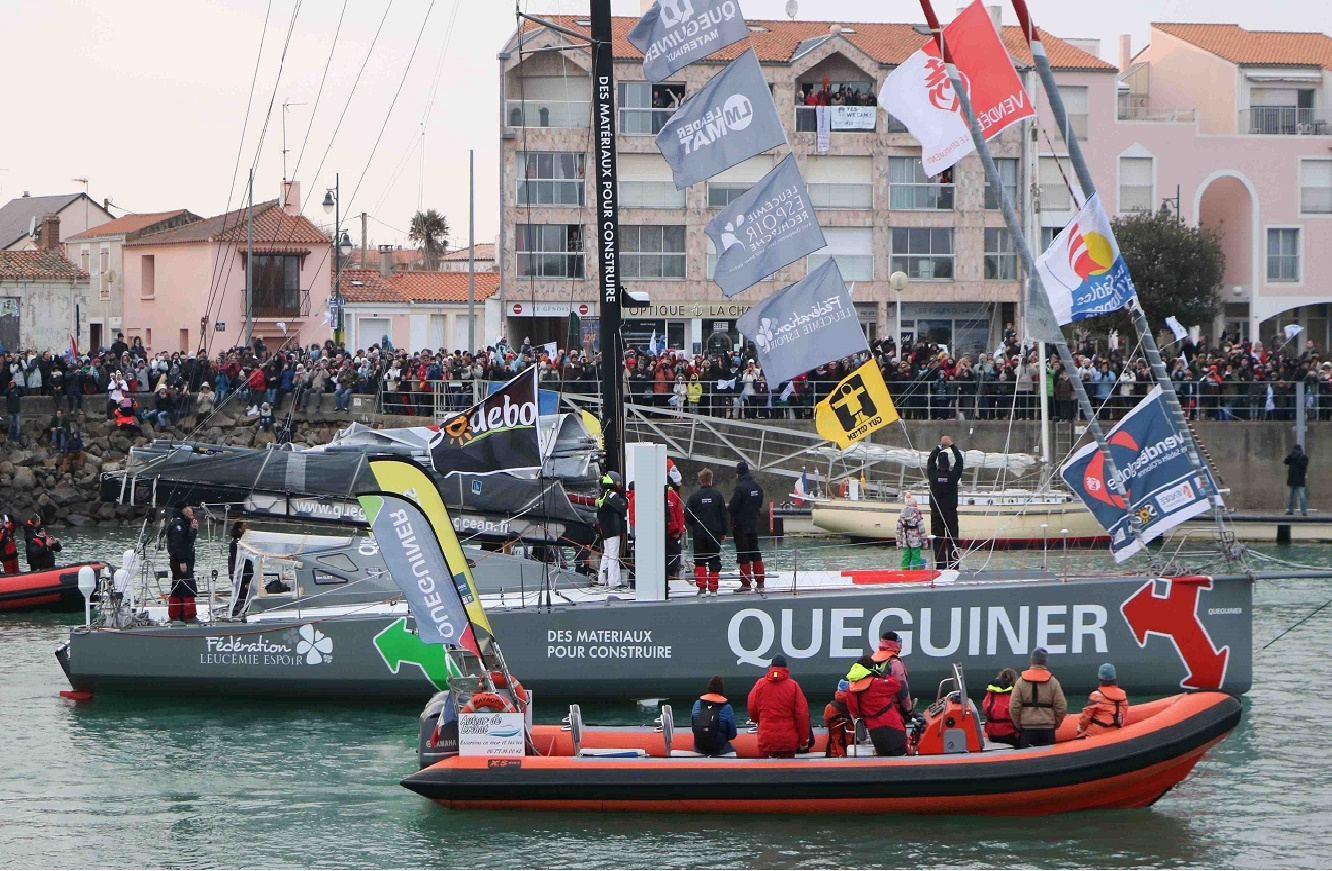
Arrivée de Yann Eliès aux Sables d'Olonne Lors du Vendée Globe 2016-2017.

## Biographie
Originaire de Saint-Brieuc, Yann Eliès côtoie la mer depuis son plus jeune âge : son père, Patrick Eliès remporte la Solitaire du Figaro en 1979, alors que Yann est âgé de 5 ans. En 1997, il remporte le challenge Espoir Crédit Agricole et participe à sa première solitaire. Sur la seconde marche du podium en 2004 et 2009, Yann Eliès remporte l'épreuve à trois reprises en 2012, 2013 et 2015. Il s’est également illustré en multicoques, en remportant deux fois le Trophée Jules Verne avec Orange en 2002 puis Orange II en 2005, en tant qu'équipier de Bruno Peyron.
À la suite de ses performances en Figaro, Yann Eliès s'engage sur le circuit IMOCA avec Generali et construit un 60 pieds avec le cabinet Finot-Conq pour le Vendée Globe 2008-2009. Au cours de la course, il se brise le fémur au large des côtes australiennes. Marc Guillemot sur Safran se déroute pour lui porter assistance, et reste 48 heures à la cape autour de Generali avant que la frégate australienne HMAS Arunta récupère le marin blessé.
En 2013, en plus de la Solitaire du Figaro, il remporte la Transat Jacques-Vabre en Multi50 avec Erwan Le Roux. En 2015, il devient le cinquième skipper, après Philippe Poupon, Jean Le Cam, Michel Desjoyeaux et Jérémie Beyou à remporter sa troisième solitaire, tout en égalant le record de victoire d'étapes de Jean Le Cam, avec dix succès.
En 2016, il prend le départ du Vendée Globe 2016-2017 à bord du 60 pieds IMOCA Quéguiner - Leucémie Espoir, qui n'est autre que le bateau à bord duquel Marc Guillemot était venu à son secours en 2008. Il termine cette course, à la cinquième place, le 25 janvier 2017 à 16h13, 5 jours 23 heures 35 minutes et 23 secondes après le vainqueur, Armel le Cleac'h.
Associé à Jean-Pierre Dick, Yann remporte la Transat Jacques-Vabre 2017 sur StMichel-Virbac.
En novembre 2018, il termine deuxième de la Route du Rhum sur son Imoca Ucar-StMichel.
Le skipper remporte une seconde fois la Transat Jacques-Vabre en 2019 avec Charlie Dalin.

## Palmarès
- 2023 :
  - 2e sur 40 inscrits, de la Transat Jacques-Vabre avec Yoann Richomme sur Paprec Arkéa, en 12 j 1 h 41 min 16 s
  - 4e du Défi Azimut-Lorient Agglomération avec Yoann Richomme sur Paprec Arkea
  - 2e de la Rollex Fastnet Race avec Yoann Richomme sur Paprec Arkea
  - 3e de The Ocean Race en équipage sur Team Malizia
  - 6e de la Guyader Bermudes 1000 Race avec Yoann Richomme sur Paprec Arkea

- 2022 : 5e du Trophée BPGO – Sur la Route des îles du ponant 2022, avec Basile Bourgnon

- 2021 :
  - 3e du championnat du monde de la classe IMOCA avec Sébastien Simon
  - 3e de la Sardinha Cup avec Martin Le Pape
  - 10e de la La Transat en Double avec Martin Le Pape
  - 4e de la Transat Jacques-Vabre dans la catégorie IMOCA sur Arkéa-Paprec de Sébastien Simon
  - 4e de la Rolex Fastnet Race dans la catégorie IMOCA sur Arkéa-Paprec

- 2019 : 
  - 12e de la Solo Maître Coq
  - vainqueur de la Sardinha Cup avec Samantha Davies sur Saint Michel
  - 16e de la Solitaire du Figaro
  - vainqueur de la Transat Jacques Vabre dans la catégorie IMOCA sur Apivia de Charlie Dalin en 13 jours 12 heures et 08 minutes[1]

- 2018 :
  - vainqueur de la Solo Concarneau avec Julien Villion sur Saint Michel
  - 2e de la Route du Rhum - Destination Guadeloupe en catégorie IMOCA sur Ucar-StMichel en 12 jours, 13 heures, 38 minutes et 30 secondes ; 7e au classement général

- 2017 :
  - Vainqueur de la Transat Jacques-Vabre dans la catégorie des IMOCA sur StMichel-Virbac de Jean-Pierre Dick
  - 5e du Vendée Globe sur Groupe Quéguiner - Leucémie Espoir en 80 jours 3 h 11 m et 9 s
  - 6e de la Solitaire Urgo le Figaro sur Groupe Queguiner Figaro[8]
  - 3e de la Solo Concarneau sur Groupe Quéguiner - Leucémie Espoir

- 2016 : vainqueur de la Duo Concarneau avec Antoine Carpentier sur Groupe Quéguiner - Leucémie Espoir

- 2015 :
  - 3e de la Solo Concarneau sur Groupe Quéguiner - Leucémie Espoir
  - 3e de la Transat Jacques-Vabre dans la catégorie IMOCA, avec Charlie Dalin sur Groupe Quéguiner - Leucémie Espoir
  - 2e de la Fastnet Race sur Groupe Quéguiner - Leucémie Espoir
  - Vainqueur de la Solitaire du Figaro (vainqueur de la 3e étape) sur Groupe Quéguiner - Leucémie Espoir

- 2014 :
  - Vainqueur de la Solo Concarneau sur Groupe Quéguiner - Leucémie Espoir[9]
  - Vainqueur de la 2e étape de la Solitaire du Figaro sur Groupe Quéguiner - Leucémie Espoir
  - 7e de la Route du Rhum en classe ultime avec le MOD70 Paprec Recyclage

- 2013 :
  - 4e de la Solo Concarneau sur Groupe Quéguiner - Leucémie Espoir
  - Vainqueur de la Transat Jacques-Vabre dans la catégorie Multi50, avec Erwan Le Roux sur FenetreA - Cardinal
  - Vainqueur de la Solitaire du Figaro (vainqueur de la 1re étape) sur Groupe Quéguiner - Leucémie Espoir
  - Abandon de la Transat Bretagne-Martinique sur Groupe Quéguiner - Leucémie Espoir

- 2012 :
  - 3e de la Solo Concarneau sur Morbic
  - Vainqueur de la Solitaire du Figaro[10] (vainqueur des 1re et 3e étapes) sur Groupe Quéguiner - Journal des Entreprises

- 2011 : 6e de la Transat Jacques-Vabre avec Marc Guillemot

- 2010 : 19e de la Transat AG2R sur Generali - Europ Assistance avec Jérémie Beyou

- 2009 :
  - Chef de quart sur le Maxi Banque Populaire V
  - Vainqueur de la Solo Portsdefrance.com
  - Vainqueur de la Transmanche
  - 2e de la Solitaire du Figaro

- 2008 :
  - 3e de la Transat anglaise
  - Vendée Globe : abandon au 38e jour à la suite d'une fracture du fémur

- 2007 :
  - 4e de la Transat B to B
  - 5e de la Calais Round Britain Race
  - 8e de la Fastnet Race
  - 9e de la Transat Jacques-Vabre avec Sébastien Audigane

- 2006 :
  - champion de France de course au large en solitaire
  - Vainqueur de la Course des Falaises
  - 5e de la Solitaire du Figaro
  - 8e de la Generali Solo
  - 8e du National équipage Figaro

- 2005 :
  - Remporte le Trophée Jules-Verne comme équipier de Bruno Peyron sur Orange II en 50 jours, 16 heures et 20 minutes
  - 5e de la Solitaire du Figaro
  - 10e de la Generali Solo

- 2004 :
  - Champion de France de course au large en solitaire
  - Vainqueur de la Course des Falaises
  - Vainqueur de la Generali Solo
  - 2e de la Solitaire du Figaro (vainqueur des 1re et 4e étapes[11])

- 2003 :
  - 5e de la Route du Ponant
  - 6e du Tour de Bretagne à la voile avec Loïck Peyron sur Groupe Générali Assurances[12]
  - 8e de la Generali Solo
  - 9e du Trophée BPE avec Bruno Jourdren
  - 13e de la Solitaire du Figaro (vainqueur de la 1re étape[13])

- 2002 :
  - Remporte le Trophée Jules-Verne comme équipier de Bruno Peyron sur Orange en 64 jours 8 heures 37 minutes et 24 secondes
  - Vainqueur du National Figaro en équipage
  - 2e du National équipage en Figaro
  - 4e de la Route du Ponant
  - 5e du championnat de France de course au large en solitaire
  - 7e de la Generali Solo
  - 10e de la Solitaire du Figaro (vainqueur de la 4e étape[14])

- 2001 :
  - Vainqueur de la Generali Solo
  - 9e du championnat de France de course au large en solitaire

- 2000 :
  - 6e du championnat de France de course au large en solitaire
  - 7e de la Transat AG2R avec Ronan Guerin

- 1999 : 5e du championnat de France de course au large en solitaire

- 1998 :
  - Vainqueur du National Figaro en équipage
  - 8e du championnat de France de course au large en solitaire

- 1997 : 8e du championnat de France de course au large en solitaire et 1er bizuth

### Résultats sur la Transat Jacques-Vabre
| Édition | Équipier           | Classement G/C | Catégorie | Temps                 | Parcours                                   |
| 2007    | Sébastien Audigane | -/9e           | IMOCA     | -                     | Le Havre - Salvador de Bahia, 4 350 milles |
| 2011    | Marc Guillemot     | 6e/6e          | IMOCA     | 16 j 19 h 27 min 52 s | Le Havre - Puerto Limon, 4 730 milles      |
| 2013    | Erwan Le Roux      | 3e/1re         | Multi50   | 14 j 17 h 50 min 15 s | Le Havre - Itajaí, 5 400 milles            |
| 2015    | Charlie Dalin      | -/3e           | IMOCA     | 17 j 10 h 01 min 23 s | Le Havre - Itajaí, 5 400 milles            |
| 2017    | Jean-Pierre Dick   | -/1re          | IMOCA     | 13 j 07 h 36 m 46 s   | Le Havre - Salvador de Bahia, 4 350 milles |
| 2019    | Charlie Dalin      | -/1re          | IMOCA     | 13 j 12 h 8 m         | Le Havre - Salvador de Bahia, 4 350 milles |
| 2021    | Sébastien Simon    | 16e/4e         | IMOCA     | 20 j 17 h 8 m         | Le Havre - Fort-de-France, 5 800 milles    |
| 2023    | Yoann Richomme     | -/2e           | IMOCA     | 12 j 1 h 41 min 16 s  | Le Havre - Fort-de-France, 3 765 milles    |

## Livre
- Yann Eliès et Denis van den Brink (préf. Patrick Poivre d'Arvor), Survivant des mers du Sud, Saint-Grégoire, Éditions Mer et Découverte, 2009, 190 p. (ISBN 978-2-9534078-1-5)